# Роговий Феодосій Кирилович
Феодо́сій Кири́лович Рогови́й (нар. 27 серпня 1925, с. Пугачівка, Градизький район, Полтавська область — пом. 4 травня 1992, с. Устимівка, Глобинський район, Полтавська область) — український письменник. Лауреат Національної премії України імені Тараса Шевченка (1992). Батько письменника і поета Юрія Рогового.

## Біографія
Народився у селі Пугачівці колишнього Градизького району в селянській сім'ї. Дитинство його припало на тяжкі роки колективізації і Голодомору, а юність — на роки Другої світової війни. Його світогляд сформувався серед чудової посульської природи, серед простих і добрих людей, правдивих, але безправних і принижених. Характерними рисами посулян є пісня, гумор, соковите слово, давні звичаї і любов до рідної землі — всі ці риси успадкував письменник-посулянин Феодосій Роговий. Літературні критики писали про нього як людину, яка «Органічно не терпить фальші ніде і ні в чому — ні в людині, ні в оцінці життєвих явищ, ні в літературі».
Почав друкуватися у 1950-х роках. Перша книга вийшла в 1973 році — збірка оповідань «Провідини». На її основі побудовано наступний роман-епопею «Свято останнього млива» (1982), який був задуманий у 5 книгах. Із них завершено й опубліковано, крім першої, дві: «Поруки для батька» (1987), «Великі поминки» (1990). Четверта книга — «Сльоза покути» («Гріх без прощення») залишилася не завершена (розділи в журналі «Київ», 1994), а 5-ї відома лише назва — «Скажи мені кончину, Господи!».
Крім того, перу Феодосія Рогового належать повісті «Серце прагне любові» (1984) та «Над Дніпром» (1986) — обидві опубліковані в харківському журналі «Прапор».
Григору Тютюннику, із яким товаришував, присвятив «Новелу з великого життя» («Зоря Полтавщини», 1991, 20 листопада).
Феодосій Роговий не прийняв насильне виселення своїх земляків та руйнування віками сформованого укладу життя у зв'язку з будівництвом Кременчуцької ГЕС : «Кличу-викликаю і шлю важкі заклинання всім тим, хто своєю силою розпорядив зігнати-зрушити з правічних осель сотні тисяч селянських сімей, розвіявши по всіх усюдах їхній дух і нажиток».
Письменник душею і серцем сприйняв Українську самостійну державу, закликав своїх земляків не бути в цей переломний час байдужими і покірними, якими були раніше, а сміливо йти до «повної волі», відновлювати гідність, вставати горою проти обману і глупства.
У період окупації України фашистськими загарбниками скуштував долі остарбайтера у Вестфал'ії, де працював на шахті. Надалі його трудова доля складалася так: робітник на заводі у Підмосков'ї (м. Електросталь), колгоспник у себе на малій батьківщині, потім працював у рибартілі і секретарем у Морозівській сільраді (1947—1950). З осені 1950 року викладав німецьку мову в Устимівській восьмирічній школі Глобинського району. В період 1952—1957 роках навчався в Харківському педагогічному інституті (факультет іноземних мов). З 1967 року — працівник редакції обласної газети «Комсомолець Полтавщини», в якій працював до 1971 року. Пізніше повернувся в с. Устимівку, де оселилася сім'я після затоплення Пугачівки. Працював власним кореспондентом «Комсомольця Полтавщини», а в 1975 році повернувся до вчительської праці.
У літературному доробку письменника є сатиричні вірші, новели, оповідання, публіцистичні статті, рецензії, педагогічні етюди, нариси, які друкувалися в обласній та республіканській пресі, зокрема в журналах «Радянська жінка», «Дніпро», «Прапор» та ін. Романи «Свято останнього млива», «Зрушені люди», «Поруки для батька», «Великі поминки», «Гріх без прощення» (незавершений). Книгами вийшло лише два: «Свято останнього млива» та «Поруки для батька». Решта — окремими уривками чи журнальними варіантами.
Олесь Гончар писав: «Твори такого рівня, такого зрілого роздуму не часто з'являються в літературі».
З початку 1980-х років Феодосій Роговий хворів на ішемічну хворобу серця, яка й стала причиною його смерті.
Похований у селі Устимівці Глобинського району на Полтавщині.

2009 року в Полтавському видавництві «Дивосвіт» вийшли дві книги: «Удосвіта, коли не спалось» Листи Феодосія Рогового" та «Я світові потрібен як приклад, як можливість» Із щоденників та записників Феодосія Рогового 1954—1992 рр." Вони підготовлені до друку й видані його сином Юрієм.
2015 року в «Університетському видавництві ПУЛЬСАРИ» вийшла книга «Свято останнього млива» (вміщено три романи: «Свято останнього млива», «Зрушені люди», «Гріх без прощення»). Підготовлена до друку Юрієм Роговим, видана за програмою «Українська книга-2015» (серія «Бібліотека Шевченківського комітету»).
У 2015 році вийшла книга оповідань Ф.Рогового «Задумані вікна» (видавництво «Дивосвіт», Полтава). Відзначена дипломом І ступеня на конкурсі видавців Полтавщини "Краща книга Полтавщини (упорядник Юрій Роговий). 
Книга листів до Феодосія Рогового «Добрий день хай буде Вам…» вийшла 2016 року у видавництві «Дивосвіт» (упорядник Юрій Роговий). Відзначена дипломом І ступеня на конкурсі «Краща книга Полтавщини».
В 2018 році на Полтавщині з'явилася премія імені Феодосія Рогового. Першими лауреатами є: Юрій Роговий та Сергій Осока (Нечитайло).
У2021 році вийшла книга "В житті я не взяв жодної фальшивої ноти. Біобібліографія. Творчий доробок Ф.Рогового. Укладач Ю.Роговий" - Житомир: Вид-во "Рута", Київ: "Українська літературна газета", 2021. - 308 с. 
У 2022 році вийшла книга спогадів про Феодосія Рогового "МОЄ ЖИТТЯ - ТО ТВОРЕННЯ ЛЮБОВІ". За фінансової підтримки мецената, який виявив бажання лишатись невідомим. За що йому велика подяка від родини письменника!
У 2022 році харківське видавництво "МАЙДАН" (Стожук Анатолій Петрович) видало книгу романів Феодосія РОГОВОГО під назвою "ПОРУКИ ДЛЯ БАТЬКА" - романи "ПОРУКИ ДЛЯ БАТЬКА" та "ВЕЛИКІ ПОМИНКИ".
У 2025 році родина письменника видала пам"ятну листівку до його 100-річчя: на лицьовій стороні фото письменника; на зворотній - перелік його п"яти романів ("Свято останнього млива", "Зрушені люди", "Поруки для батька","Великі поминки" та "Гріх без прощення) та висловлювання про Феодосія Рогового: Григора Тютюнника, Олеся Гончара, Євгена Пашковського, Євгена Барана.

## Нагороди
- Літературна премія імені Андрія Головка за книгу «Поруки для батька» (1988);
- Національна премія України імені Тараса Шевченка за роман «Свято останнього млива» (1992).